# Парнаиба
Парнаиба (порт. Parnaíba) — муниципалитет в Бразилии, входит в штат Пиауи. Составная часть мезорегиона Север штата Пиауи. Входит в экономико-статистический микрорегион Литорал-Пиауиенси. Население составляет 145 705 человек на 2010 год. Занимает площадь 435,573 км². Плотность населения — 334,51 чел./км².

## Демография
Согласно сведениям, собранным в ходе переписи 2010 г. Национальным институтом географии и статистики (IBGE), население муниципалитета составляет:
| Полное население                               | Полное население                               | Полное население                               | Полное население                               | 145 705 |
| ---------------------------------------------- | ---------------------------------------------- | ---------------------------------------------- | ---------------------------------------------- | ------- |
| в том числе:                                   | Городское население                            | 137 485                                        | Процент городского населения, %                | 94,36   |
|                                                | Сельское население                             | 8220                                           | Процент сельского населения, %                 | 5,64    |
|                                                | Мужское население                              | 69 727                                         | Процент мужского населения, %                  | 47,85   |
|                                                | Женское население                              | 75 978                                         | Процент женского населения, %                  | 52,15   |
| Плотность населения, чел/км²                   | Плотность населения, чел/км²                   | Плотность населения, чел/км²                   | Плотность населения, чел/км²                   | 334,51  |
| Население муниципалитета в % к населению штата | Население муниципалитета в % к населению штата | Население муниципалитета в % к населению штата | Население муниципалитета в % к населению штата | 4,67    |

По данным оценки 2016 года, население муниципалитета составляет 149 803 жителя.

## История
Город основан 14 августа 1844 года.

## Статистика
- Валовой внутренний продукт на 2004 год составляет 375 059 000,00 реалов (данные: Бразильский институт географии и статистики).
- Валовой внутренний продукт на душу населения на 2004 год составляет 2675,00 реалов (данные: Бразильский институт географии и статистики).
- Индекс развития человеческого потенциала на 2000 год составляет 0,674 (данные: Программа развития ООН).

## География
Климат местности: тропический.